# Ара (рід)
Ара або Ара́ра (Ara) — рід птахів родини папугові (Psittacidae). В народній термінології назвою «ара» позначають багатьох довгохвостих папуг, зокрема представників роду Anodorhynchus.

## Зовнішній вигляд
Великі (завдовжки до 95 см, хвоста — до 58 см) папуги з дуже яскравим та красивим забарвленням зелених, червоних, блакитних і жовтих тонів. Ділянки навколо очей і боків голови в них голі, іноді з рідкими й короткими пір’їнками. Крила до кінця сильно витягнуті й загострені. Клиноподібної форми хвіст довший тіла. Характерною рисою цих папуг є великий, стиснутий з боків і сильно закруглений дзьоб з круто загнутим кінчиком. Самці, самиці і молоді папуги мають майже однакове забарвлення.

## Розповсюдження
Поширені в Центральній і Південній Америці.

## Спосіб життя
У природних умовах селяться в тропічних районах з лісистими ділянками. Живуть зграями. Зграї ар іноді шкодять плантаціям плодових дерев. 1 вид і 1 підвид у Червоній книзі МСОП.

## Утримання
Добре приручаються, але погано навчаються «говорити». При гарному поводженні легко приручаються і прекрасно почувають себе в неволі. Можуть прожити 30-40 років. У домашніх умовах ці папуги зустрічаються досить часто. Живляться зерновою сумішшю, різними овочами, фруктами й іншими кормами.

## Класифікація
Рід включає 9 сучасних видів та 7 вимерлих. Залежно від класифікації кількість видів може варіювати, і рід може включати до 20 видів.
- Ара нікарагуанський (Ara ambiguus) (Bechstein, 1811)
- Араурана (Ara ararauna) (Linnaeus, 1758)
- Ара червоно-зелений (Ara chloroptera) G. R. Gray, 1859
- Ара синьогорлий (Ara glaucogularis) Dabbene, 1921
- Араканга (Ara macao) (Linnaeus, 1758)
- Ара зелений (Ara militaris) (Linnaeus, 1766)
- Ара червонолобий (Ara rubrogenys) Lafresnaye, 1847
- Ара синьокрилий (Ara severa) (Linnaeus, 1758)
- † Ара триколірний (Ara tricolor)
- † Ara atwoodi (Clark, 1905)
- † Ara autocthones (Westmore 1907)
- † Ara gossei (Rothschild 1905)
- † Ara guadeloupensis (Clark 1905)
- † Ara erythrocephala Gosse, 1847
- † Ара мартинікський (Ara martinica) (Rothschild 1905)

### Раніше включали до роду
нині належить до роду Diopsittaca
- Ara nobilis   (Linnaeus, 1758)

нині належить до роду Жовтощокий ара (Orthopsittaca)
- Ara manilata   (Boddaert, 1783)

нині належать до роду Маракана (Primolius)
- Ara auricollis   (Cassin, 1853)
- Ara couloni   (PL Sclater, 1876)
- Ara maracana   Vieillot, 1816